# Jaworowe Skałki

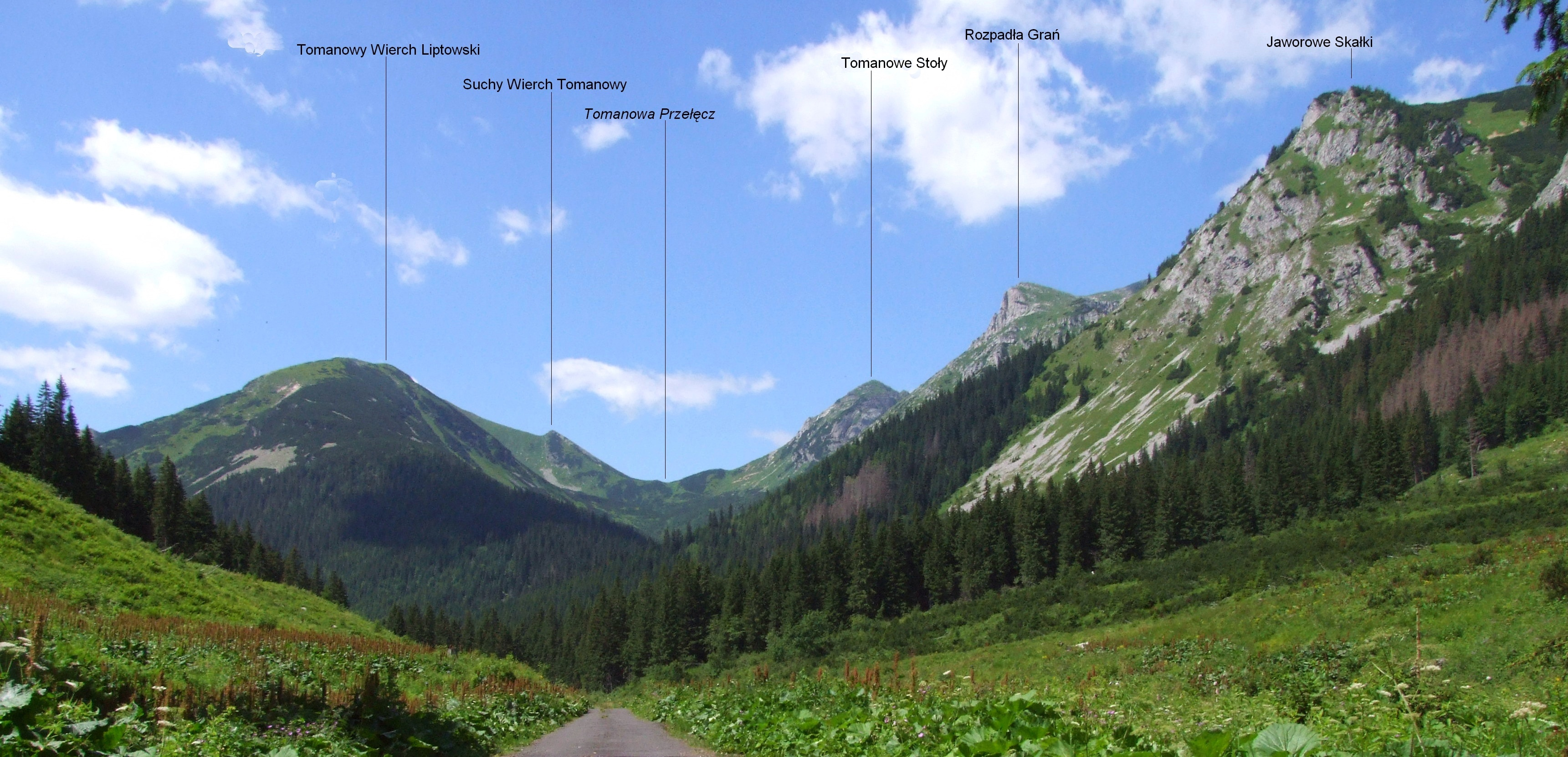
Widok z Doliny Cichej

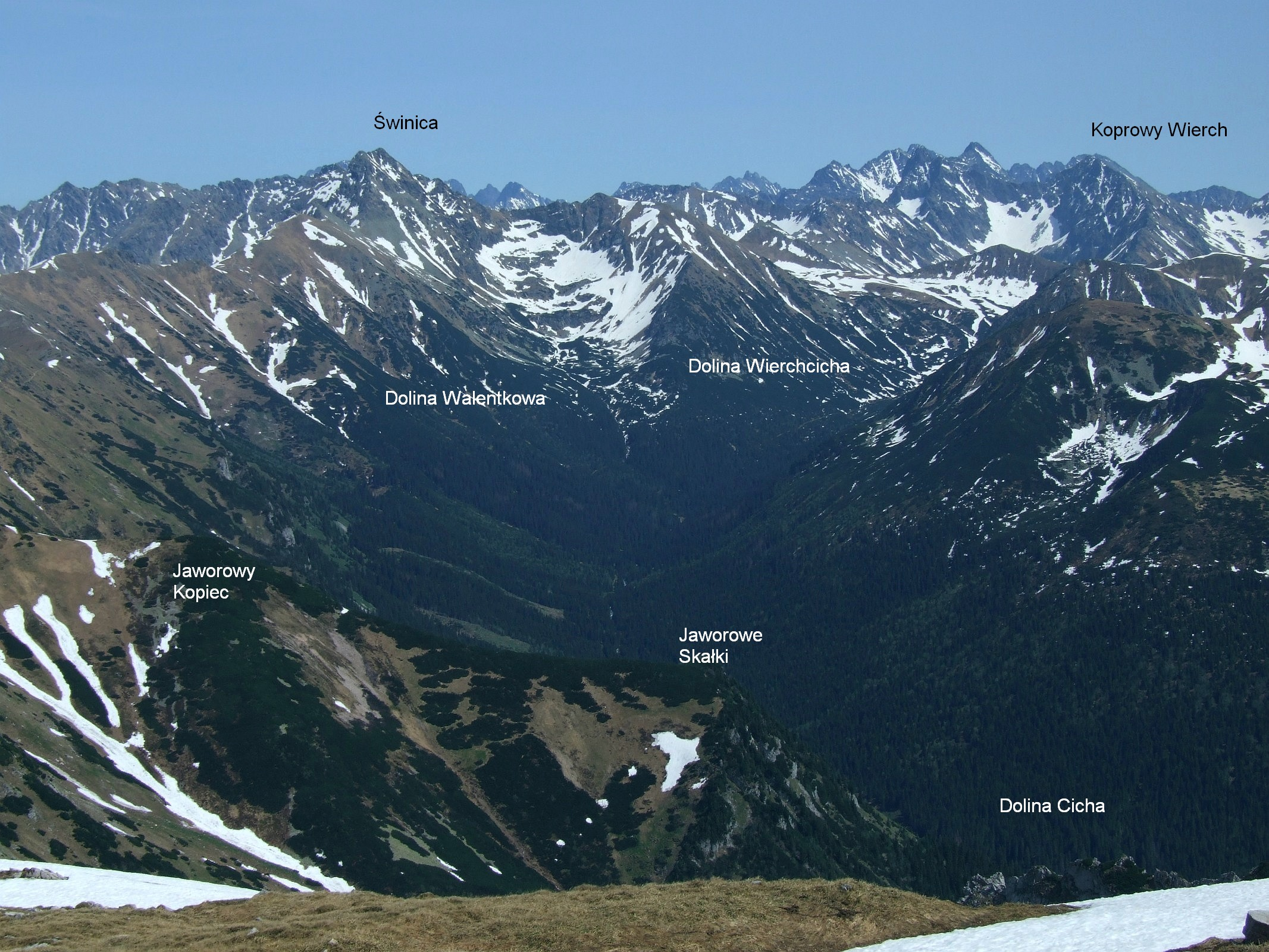
Widok z Małołączniaka

Jaworowe Skałki (słow. Štrky, 1657 m n.p.m.) – turnie w słowackich Tatrach Zachodnich. W przewodniku Władysława Cywińskiego są opisane jako Turnia nad Jaworem. Czasami określane też były nazwą Jawor. Wszystkie te nazwy pochodzą od Polany pod Jaworem, nad którą się wznoszą.
Jest to urwisko kończące od południa krótki Jaworowy Grzbiet (Javorový hrebeň) odchodzący na południową stronę od Suchego Wierchu Kondrackiego (1890 m) do Doliny Cichej. Grzbiet ten podcięty został od południowej stromy na stromą ścianę przez lodowiec niegdyś wypełniający Dolinę Cichą.
Pomiędzy Jaworowymi Skałkami a Suchym Kondrackim Wierchem znajduje się jeszcze wierzchołek Jaworowej Kopy (1791 m). Oddziela je przełączka Niżnie Jaworowe Siodło (1652 m). Po wschodniej stronie Jaworowych Skałek znajduje się Wielki Żleb Kondracki, zaś po zachodniej stronie Jaworowy Żleb. W Jaworowych Skałkach znajduje się jaskinia o długości ok. 6 m i szerokości 3 m, powyżej niej druga, mniejsza.
Nie prowadzi przez nie żaden znakowany szlak turystyczny. Dla taterników Jaworowe Skałki mają jednak duże znaczenie. W zimie prowadzi nimi i przez Jaworowy Grzbiet jedyna w tej okolicy bezpieczna droga (tzn. bez zagrożenia lawinowego) z Doliny Cichej na główną grań.